# Austrotinodes tuxtlensis
Austrotinodes tuxtlensis là một loài Trichoptera trong họ Ecnomidae. Loài này sinh sống ở MexicoMexico.